# 维杜维尔
维杜维尔（法語：Vidouville，法語發音：[viduvil]）是法国芒什省的一个旧市镇，属于圣洛区。

## 地理
维杜维尔（49°5'53"N, 0°54'2"W）面积4.46 平方千米，位于法国诺曼底大区芒什省，该省份为法国西北部沿海省份，西、北、东北三面环大西洋，东起顺时针与卡爾瓦多斯省、奧恩省、马耶讷省和伊勒-维莱讷省接壤。
与维杜维尔接壤的市镇（或旧市镇、城区）包括：萨朗、拉瓦克里、比耶维尔、朗贝维尔、蒙特拉博、鲁克瑟维尔。

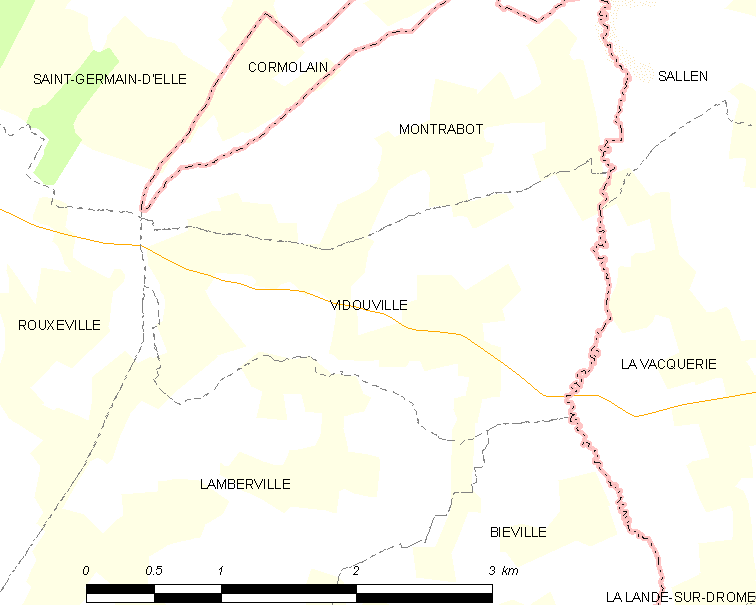
维杜维尔的OSM定位图

维杜维尔的时区为UTC+01:00、UTC+02:00（夏令时）。

## 行政
维杜维尔的邮政编码为50810，INSEE市镇编码为50635。

## 政治
维杜维尔所属的省级选区为维尔河畔孔代县。

## 人口

1962-2008年间维杜维尔人口变化图示

维杜维尔于2018年1月1日时的人口数量为139人。